# Atarba cincticornis
Atarba cincticornis är en tvåvingeart. Atarba cincticornis ingår i släktet Atarba och familjen småharkrankar.

## Underarter
Arten delas in i följande underarter:
- A. c. cincticornis
- A. c. thamia